# Дендало (Кјети)
Дендало (итал. Dendalo) је насеље у Италији у округу Кјети, региону Абруцо.
Према процени из 2011. у насељу је живело 98 становника. Насеље се налази на надморској висини од 273 м.